# Новосёловский сельский совет (Полтавский район)
Новосёловский сельский совет (укр. Новоселівська сільська рада) — входит в состав
Полтавского района
Полтавской области
Украины.
Административный центр сельского совета находится в
с. Новосёловка
.

## Населённые пункты совета
- с. Новосёловка
- с. Бруновка
- с. Ольховый Рог
- с. Крюково
- с. Пасковка
- с. Терентиевка